# Riedelia umbellata
Riedelia umbellata är en enhjärtbladig växtart som beskrevs av Theodoric Valeton. Riedelia umbellata ingår i släktet Riedelia och familjen Zingiberaceae. Inga underarter finns listade i Catalogue of Life.